# ديك هامبرت
ديك هامبرت (بالإنجليزية: Dick Humbert)‏ هو لاعب كرة قدم أمريكية أمريكي، ولد في 31 ديسمبر 1918 في ريدينغ في الولايات المتحدة، وتوفي في 23 مايو 2007 في ريتشموند في الولايات المتحدة.